# Kortholt
Een kortholt is een houten blaasinstrument uit de Renaissance. Het wordt geblazen als kromhoorns (met een windkap over een dubbel riet) en heeft net als de dulciaan en de fagot een U-vormig gebogen binnenboring.
De naam komt uit het Nedersaksisch en betekent letterlijk kort hout. De naam werd genoemd in het werk Syntagma musicum van Michael Praetorius. Dit verwijst naar de karakteristieke lage toon die veroorzaakt wordt door de korte lengte van het instrument.
Zoals vele andere instrumenten uit de Renaissance werden ze gebouwd in verschillende grootten: van sopraan tot bas.